# المحاجر (نهم)

تعديل مصدري - تعديل

المحاجر هي إحدى قرى عزلة عيال صياد بمديرية نهم التابعة لمحافظة صنعاء، بلغ تعداد سكانها 804 نسمة حسب تعداد اليمن لعام 2004.